# 2010 GB174
2010 GB174 — обособленный транснептуновый объект (ОТО), обнаруженный 12 апреля 2010 года. Наряду с другими обособленными объектами, не сближается с крупными планетами, но обладает большими значениями эксцентриситета и наклона орбиты, что, скорее всего, свидетельствует о гравитационном взаимодействии с неизвестным на 2019 год крупным объектом («Планетой X»).
На архивных снимках 2010 GB174 впервые наблюдался в 2009 году, последние наблюдения относятся к 2012 году. Объект прошёл перигелий в 1952 году (49 а.е.), к 2014 году расстояние от Солнца достигло 70 а.е.

## Влияние неизвестного массивного тела
Орбиты известных обособленных транснептуновых объектов имеют большие значения эксцентриситетов, что можно объяснить наличием массивного небесного тела, из-за сближения с которым в прошлом произошли изменения их орбит. Помимо вытянутых орбит, известные на 2019 год обособленные объекты распределены в одной области, что неявно указывает на возможные параметры орбиты возмущающего тела.

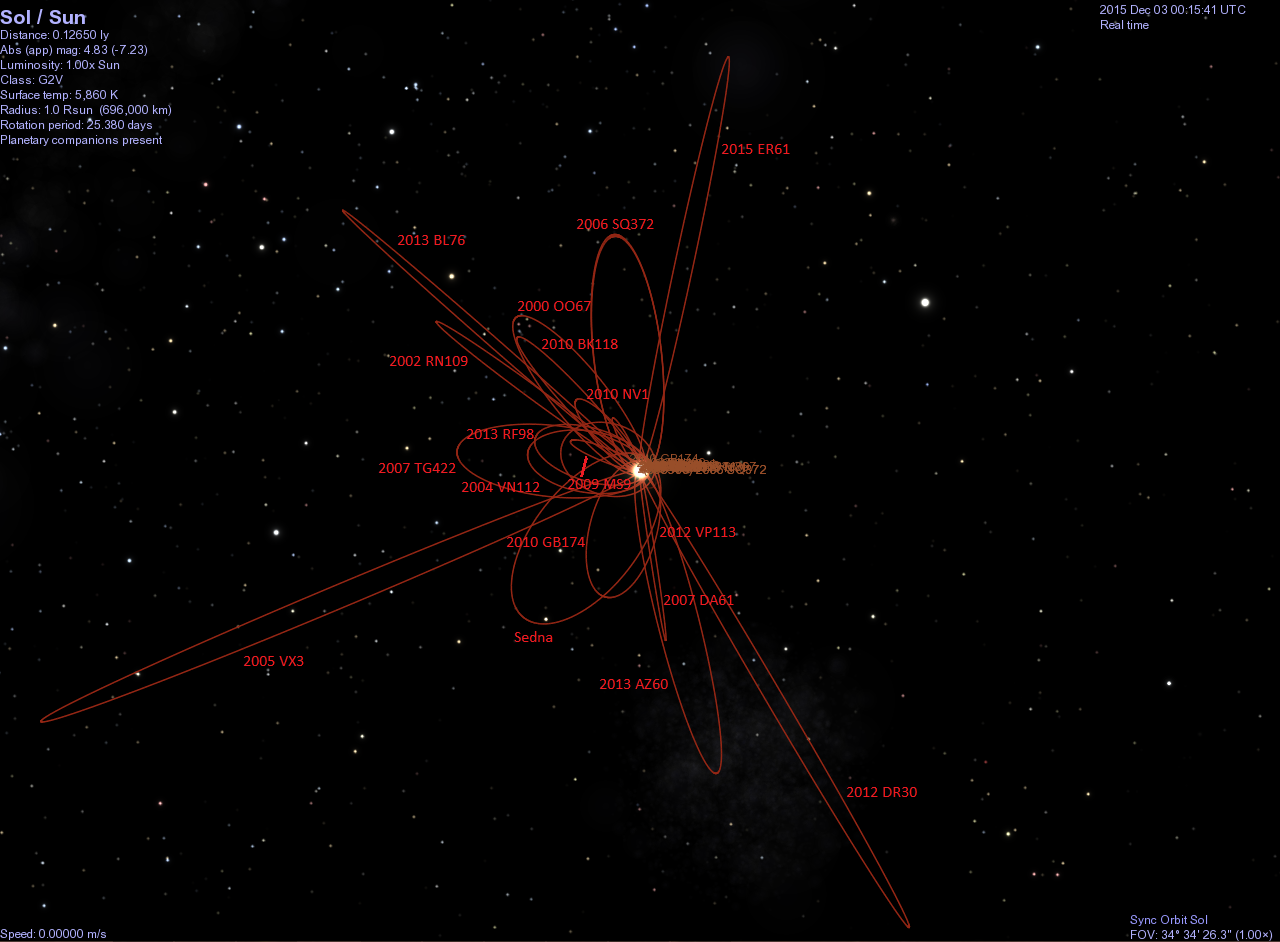
Проекции орбит обособленных транснептуновых объектов: Седна, 2015 DB216, 2000 OO67, 2004 VN112, 2005 VX3, 2006 SQ372, 2007 TG422, 2007 DA61, 2009 MS9, 2010 GB174, 2010 NV1, 2010 BK118, 2012 DR30, 2012 VP113, 2013 BL76, 2013 AZ60, 2013 RF98 и 2015 ER61.